# Variabel kalktuemos
Variabel kalktuemos (Didymodon fallax) er et meget almindeligt mos i Danmark på leret, kalkholdig bund. Variabel Kalktuemos er også blevet kaldt Barbula fallax Hedw.
Mosset vokser i 1-5 cm høje tuer, der varierer i farve mellem gulgrøn, brungrøn og brungul. Bladene er lidt over 2 mm lange og er fra en ægformet basis lancetformet afsmalnende. Bladranden er bredt tilbagerullet i hele bladets længde. Sporehuse er almindelige om foråret.